# St. Josef (Verden)

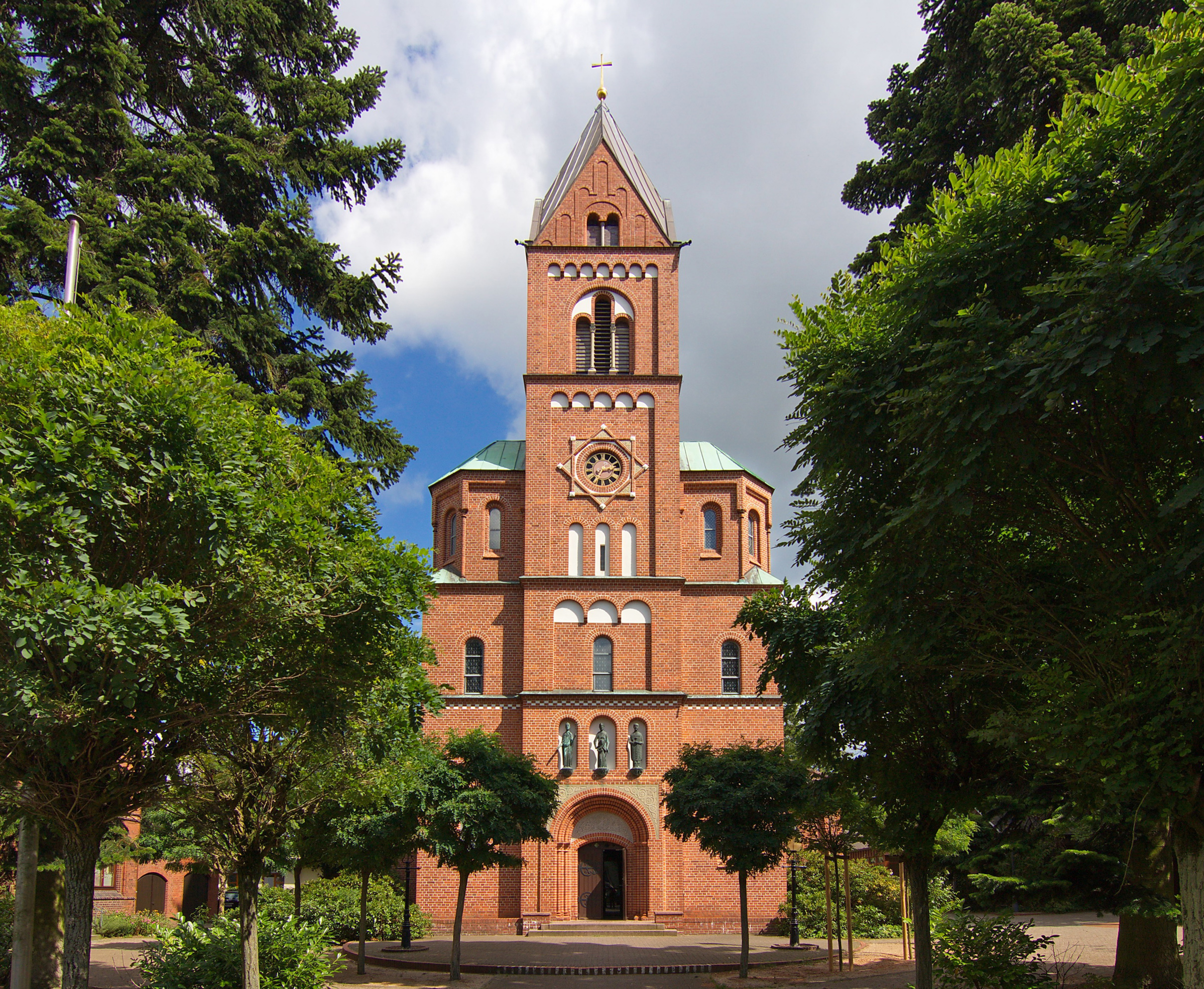
St. Josef, 2012

Die Kirche St. Josef im niedersächsischen Verden (Aller) ist eine römisch-katholische Pfarrkirche. Sie steht am Altstadt-Wallring und besitzt den Rang einer Propsteikirche, ihre gleichnamige Pfarrei gehört zum Dekanat Verden des Bistums Hildesheim.

## Geschichte

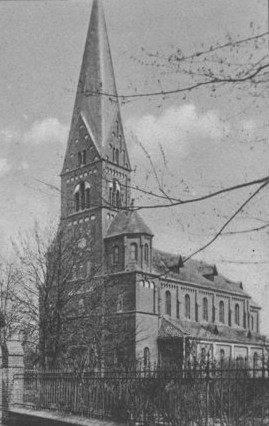
St. Josef, um 1920

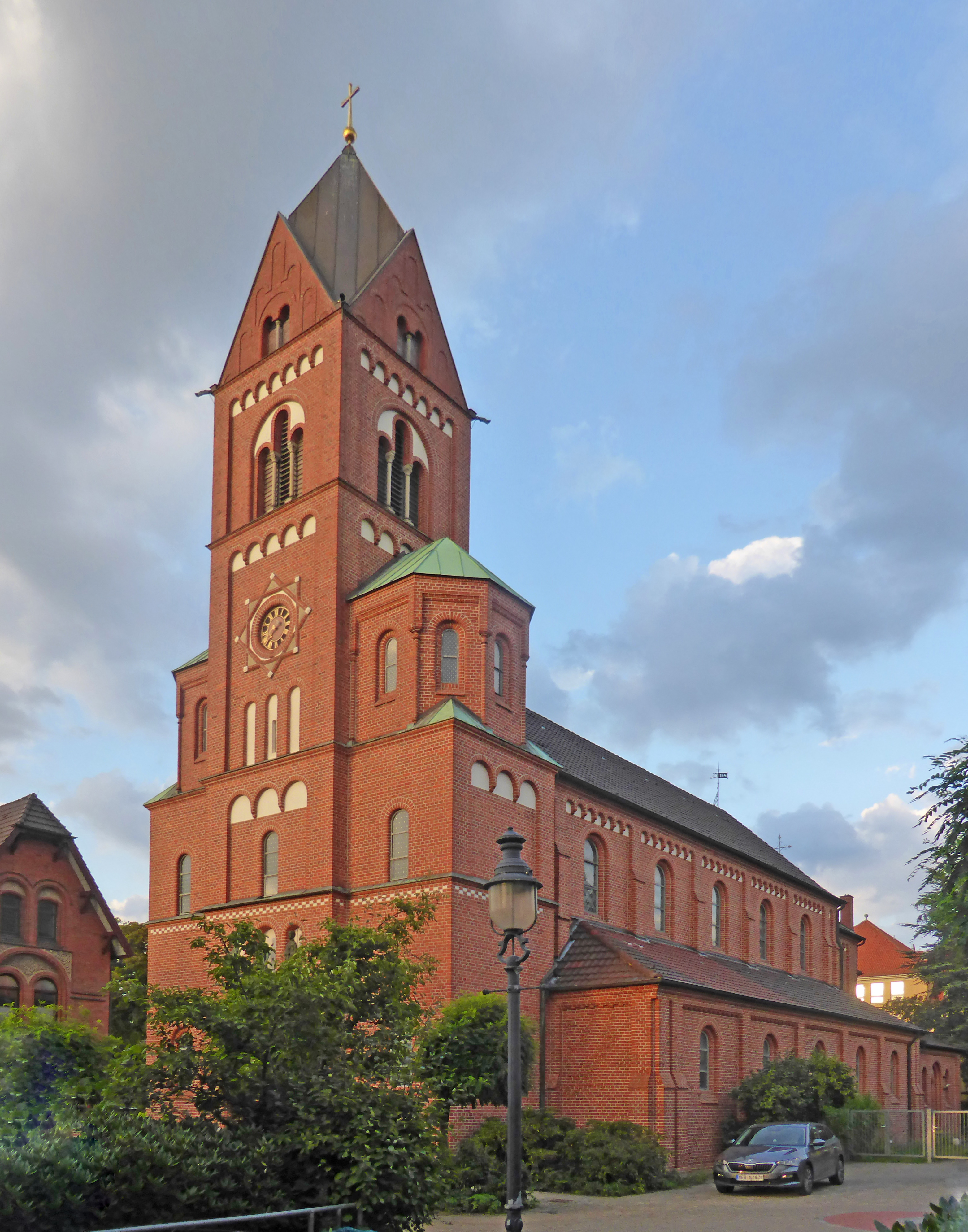
St. Josef, 2023

Im Mittelalter war Verden Sitz des katholischen Bistums Verden, das im Zuge der Reformation aufgelöst wurde.
Durch Angehörige der ortsansässigen Garnison und viele aus anderen Regionen des Reiches zugezogene Neubürger wurde im 19. Jahrhundert der Wunsch nach einer neuen katholischen Kirche in Verden dringender. Am 1. Oktober 1856 erfolgte in Verden die Gründung einer Missionsgemeinde, Kaplan Krawinkel wurde ihr erster Seelsorger. Zunächst wurde in den 1850er Jahren ein Wohnhaus erworben, das als Missionshaus genutzt wurde und um eine kleine Kirche erweitert wurde.
Die Verwirklichung eines großen Kirchbaus verzögerte sich jedoch durch den bismarckschen Kulturkampf und begann erst 1892 mit dem Ankauf des Bauplatzes. Am 9. Juli 1893 erfolgte die Grundsteinlegung durch Dechant Bernhard Bram, und 17. Oktober 1893 wurde das Richtfest gefeiert. Am 5. August 1894 wurde St. Josef durch Bischof Wilhelm Sommerwerck geweiht. Der Entwurf stammte von Richard Herzig.
Im Nationalsozialismus wurde die katholische Schule 1939 aufgelöst. Nach kriegsbedingten Beschädigungen am 14. April 1945 erfolgte bis 1949 ein Wiederaufbau, der Kirchturm bekam dabei zunächst eine niedrige Spitze. Die heutige Turmspitze wurde erst Mitte der 1950er Jahre errichtet, erreicht jedoch auch nicht die Höhe des ursprünglichen Turmhelms. Insbesondere nach dem Zweiten Weltkrieg und dem starken Zuwachs der Gemeinde durch Vertriebene aus Mittel- und Osteuropa wuchs auch die Bedeutung der örtlichen Gemeinde, die in der Folgezeit verschiedene Einrichtungen wie einen Kindergarten und ein Altenpflegeheim in der Nachbarschaft der Kirche in Trägerschaft der Caritas aufbaute. Insbesondere Propst Clemens Burchhardt (1924–2014) war in dieser Zeit (er amtierte von 1970 bis 1994 in Verden) eine prägende Persönlichkeit der Gemeinde. Die Erhebung der Kirche zur Propsteikirche war bereits 1964 erfolgt. Nach der Liturgiereform des Zweiten Vatikanischen Konzils weihte Bischof Heinrich Maria Janssen am 19. März 1973 den heutigen Altar ein. 
Neben den früheren Heimatvertriebenen und deren Nachfahren bilden heute Spätaussiedler aus Polen und der ehemaligen Sowjetunion, Gemeindemitglieder italienischer Herkunft sowie Zugezogene aus Süd- und Westdeutschland die wichtigsten Gruppen innerhalb der Gemeinde.

## Architektur

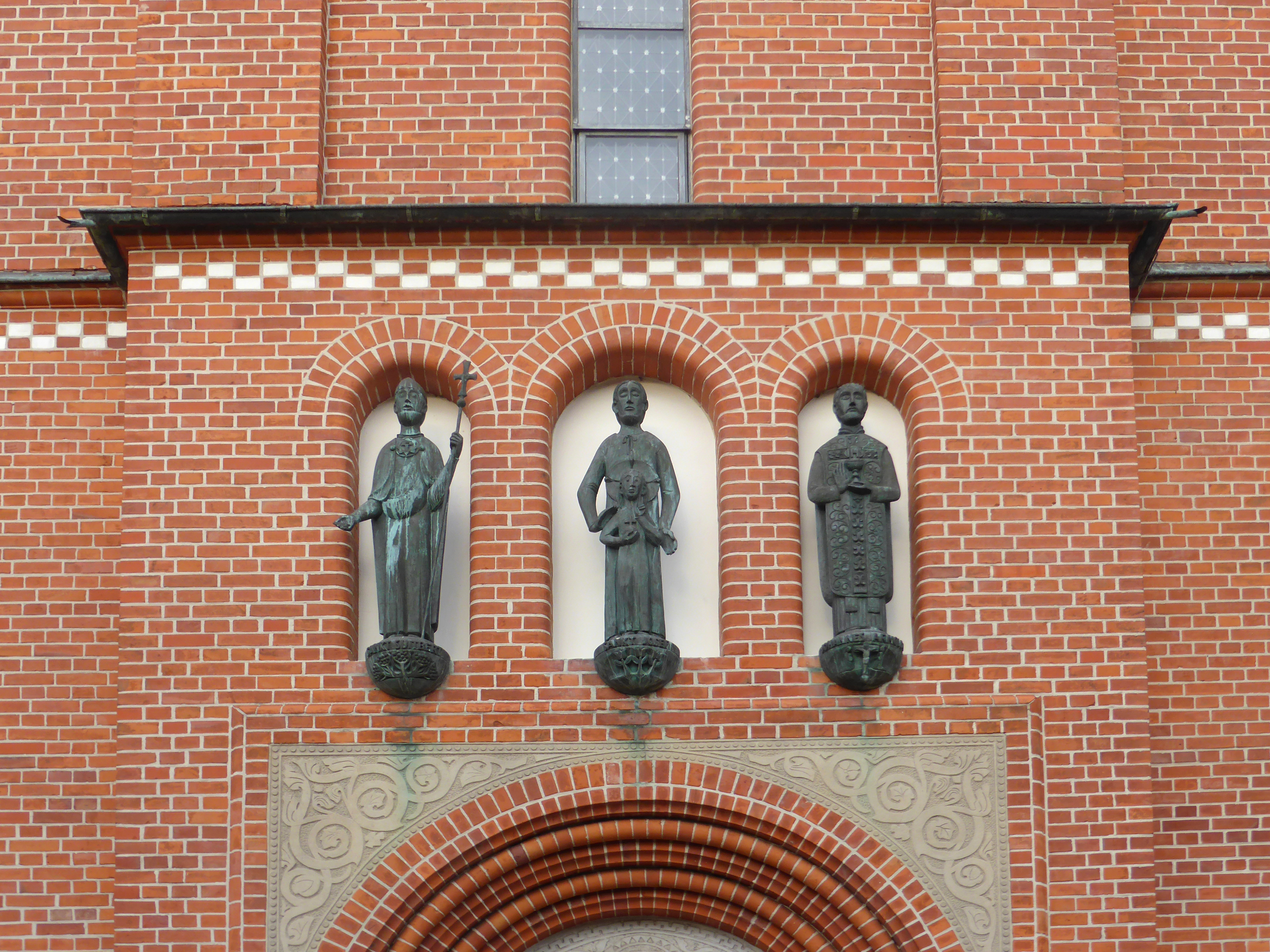
Statuen über dem Portal

Die Kirche ist eine geostete, dreischiffige, neoromanische Basilika aus Backstein-Mauerwerk. Die Turmfassade (an der Stadtseite) ist zu einem Westriegel mit polygonalen Flankenabschlüssen erweitert. Über dem Portal an der Westseite stellen drei Statuen die heiligen Suitbert, den ersten Bischof des Bistums Verden, Josef, den Schutzpatron der Kirche, und Johannes Arnoldi, der in der Nähe von Verden den Märtyrertod starb, dar.
Bemerkenswert ist die aufwändige Ausmalung des Gebäudes. Sie wurde von Franz Müller und Eduard Goldkuhle, die der Düsseldorfer Malerschule entstammten, im Stil der Nazarener geschaffen. Nach einer 1959 erfolgten Übermalung wurde sie 1987 wiederhergestellt.

## Orgel
Die Orgel wurde 2004 von der Orgelbaufirma Lothar Simon aus Borgentreich erbaut und am 5. Dezember 2004 in Verden eingeweiht. Das Schleifladen-Instrument hat 22 Register auf zwei Manualen und Pedal. Die Spieltrakturen sind mechanisch, die Registertrakturen elektrisch.
| I Hauptwerk C–g3 |              |       |
| 1.               | Prinzipal    | 8′    |
| 2.               | Gedackt      | 8′    |
| 3.               | Oktave       | 4′    |
| 4.               | Blockflöte 0 | 4′    |
| 5.               | Quinte       | 2 ⁄3′ |
| 6.               | Oktave       | 2′    |
| 7.               | Mixtur IV    |       |
| 8.               | Trompete     | 8′    |
|                  | Tremulant    |       |

| II Schwellwerk C–g3 |              |        |
| 9.                  | Rohrflöte    | 8′     |
| 10.                 | Gambe        | 8′     |
| 11.                 | Schwebung 0  | 8′     |
| 12.                 | Fugara       | 4′     |
| 13.                 | Traversflöte | 4′     |
| 14.                 | Nasard       | 2 ⁄3′  |
| 15.                 | Flöte        | 2′     |
| 16.                 | Terz         | 1 3⁄5′ |
| 17.                 | Quinte       | 1 ⁄3′  |
| 18.                 | Oboe         | 8′     |
|                     | Tremulant    |        |

| Pedal C–f1 |             |     |
| 19.        | Subbaß      | 16′ |
| 20.        | Offenbaß    | 8′  |
| 21.        | Choralbaß 0 | 4′  |
| 22.        | Fagott      | 16′ |

- Koppeln: II/I, I/P, II/P
- Spielhilfen: 256-fache elektronische Setzeranlage

## Glocken
Für die neugebaute St.-Josef-Kirche goss die renommierte Glockengießerei Otto aus Hemelingen/Bremen im Jahr 1894 zwei Bronzeglocken mit den Schlagtönen f′ und g′. Die f′-Glocke wurde im Ersten Weltkrieg im Jahr 1928 durch eine neue f′-Glocke ersetzt, welche ebenfalls eingeschmolzen wurden. Nach der Kapitulation 1945 goss Otto neue Bronzeglocken mit den Tönen es′ und b′ geliefert. Die Otto-Glocken haben folgende Durchmesser: 1305 mm und 870 mm und wiegen 1350 kg und 420 kg. Die Glockenzier wurde wie bei anderen Otto-Glocken der fünfziger und sechziger Jahre des vergangenen Jahrhunderts durch die Künstlerin Clara Kress gestaltet.

## Einzugsbereich
Der Einzugsbereich der Propsteigemeinde umfasst die Stadt Verden (Aller), die Gemeinde Kirchlinteln, den Ostteil der Gemeinde Langwedel, Rethem (Aller), Dörverden und Blender.